# Charles Lennox, 3. Duke of Richmond

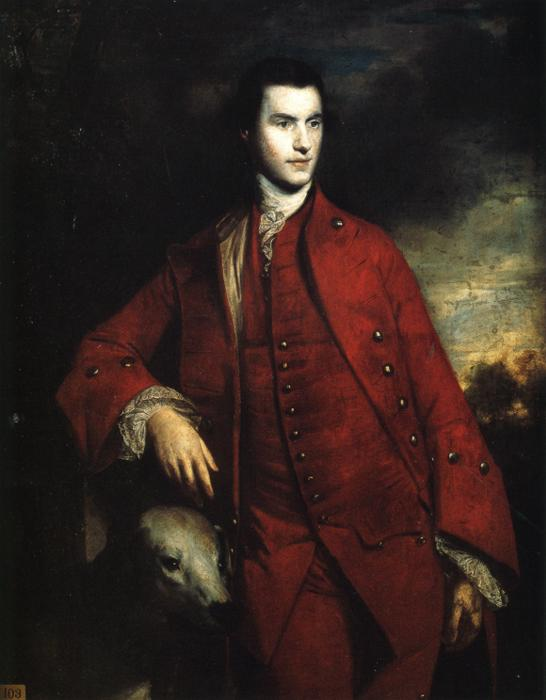
Sir Joshua Reynolds: Charles Lennox, 3. Duke of Richmond, 1758

Charles Lennox, 3. Duke of Richmond KG, FRS, PC (* 22. Februar 1735 in London; † 29. Dezember 1806 auf Goodwood House, Sussex), war ein britischer Adliger, Feldmarschall und Politiker.
Charles war der älteste überlebende Sohn des Charles Lennox, 2. Duke of Richmond und dessen Gemahlin Sarah Cadogan. Er folgte seinem Vater 1750 bei dessen Tod als Duke of Richmond, Duke of Lennox und duc d’Aubigny und wurde dadurch Mitglied des House of Lords.
1751 trat er als Ensign in die British Army ein. 1753 wurde er zum Captain, 1756 zum Lieutenant-Colonel, 1758 zum Colonel befördert. Im Siebenjährigen Krieg kommandierte er ein Infanterie-Bataillon bzw. -Regiment. Er kämpfte unter anderem 1759 in der Schlacht bei Minden. 1760 wurde er zum Major-General und 1770 zum Lieutenant-General befördert.
Danach war Lennox Lord of the Bedchamber (1760), Lord Lieutenant von Sussex (1763–1806), Privy Counsellor (1765–1806) und britischer Botschafter in Frankreich (1765–1766). Im Anschluss daran wurde er Minister in der Regierung Rockingham. Lennox schied aus dem Amt, als Pitt an die Macht kam.
Im Amerikanischen Unabhängigkeitskrieg argumentierte er im Parlament zu Gunsten der Vereinigten Staaten und forderte den Abzug der britischen Truppen. Auch in der Frage der irischen Home Rule plädierte er für Konzessionen. Außerdem schlug er weitreichende Wahlrechtsreformen vor.
1782 wurde er als Knight Companion des Hosenbandordens ausgezeichnet, zum General befördert und wurde im zweiten Kabinett Rockingham, Generalfeldzeugmeister im Ministerrang. Dieses Amt hatte er bis 1795 inne, auch während der nächsten Regierung Pitt. 1792 wurde er in den Rang eines Field Marshal befördert. Die seinem Großvater verliehenen Beteiligungen an den königlichen Kohleförderungen verkaufte er 1800 für 19.000 £.
Charles Lennox hatte am 1. April 1757 Lady Mary Bruce (1736–1796) geheiratet, Tochter des Charles Bruce, 4. Earl of Elgin. Er hinterließ aber nur drei außerehelich geborene Töchter mit seiner Haushälterin. Als er 1806 starb, erbte 1806 sein Neffe Charles Lennox seine Adelstitel.
Lennox war der Erbauer des Stammsitzes der Dukes of Richmond bis heute, des Herrenhauses Goodwood House, das er von 1790 bis 1800 errichten ließ.

## Ehrungen
Nach Lennox sind die Stadt Richmond in New South Wales sowie die Countys Richmond County in North Carolina und Lennox and Addington County in Ontario benannt.